# タカラモノ 〜この声がなくなるまで〜
「タカラモノ 〜この声がなくなるまで〜」（タカラモノ このこえがなくなるまで）は、日本のミュージシャンナオト・インティライミの2枚目のシングル。2010年5月19日発売。発売元はユニバーサルミュージック。

## 概要
- PV監督はイーズバック。内容は武智志穂が演じる女性が堤防上を走りながらウエディングドレスを脱いでいくというもの。なお、武智は今作のCDジャケットにも登場し、カップル同士で手を繋ぎ花束を持ってるものが起用している。

## 収録曲
全作詞・作曲：ナオト・インティライミ
1. タカラモノ 〜この声がなくなるまで〜 [4:24]
編曲：soundbreakers
  - AOKI「もてスリム・ウォッシュスーツ 近づきたくなる篇」CMソング
  - 読売テレビ・日本テレビ系『情報ライブ ミヤネ屋』エンディングテーマ
  - Monthly A Music2010年5月度推薦曲
  - スペースシャワーTV2010年5月度POWER PUSH!
2. この手の中に [4:06]
編曲：宮崎裕介
3. タカラモノ 〜この声がなくなるまで〜[KARAOKE] [4:23]

## 収録アルバム
- オリジナル『Shall we travel??』（2010年7月7日）
- DJ KAORI『DJ KAORI'S JMIX IV』（2010年12月15日）
- DJ KAYA『ジャパネイション 2ndフロア mixed by DJ KAYA』（2010年12月15日）